# Morti nel 1982/Agosto
| Questa pagina contiene informazioni ricavate automaticamente dalle voci biografiche con l'ausilio del template Bio e di un bot. L'aggiornamento è periodico e automatico e ricostruisce completamente la pagina. Se manca una persona in questa lista, sei pregato di non aggiungerla, ma accertati piuttosto che la sua voce biografica contenga il template Bio e che i dati anagrafici siano correttamente compilati. Se il template Bio manca, inseriscilo tu stesso o, in alternativa, metti l'avviso {{tmp\|Bio}} che ne segnala la mancanza. Se i dati riportati sono sbagliati, correggi direttamente la voce biografica; le modifiche saranno visibili in questa lista entro pochi giorni. Per chiarimenti vedi il progetto biografie. La lista contiene solo le 92 persone che sono citate nell'enciclopedia e per le quali è stato implementato correttamente il template Bio. Pagina aggiornata al 3 mar 2024. |

- 1º agosto - Anna Maria Brizio, storica dell'arte, critica d'arte e funzionaria italiana (n. 1902)
- 2 agosto - Carla Lonzi, attivista, saggista e critica d'arte italiana (n. 1931)
- 2 agosto - Cathleen Nesbitt, attrice britannica (n. 1888)
- 4 agosto - Antônio Luiz de Barros Nunes, cestista brasiliano (n. 1909)
- 4 agosto - Bruce Goff, architetto statunitense (n. 1904)
- 4 agosto - Ñico Saquito, musicista, chitarrista e cantante cubano (n. 1901)
- 5 agosto - John Charnley, chirurgo britannico (n. 1911)
- 5 agosto - Alf Flinth, calciatore norvegese (n. 1897)
- 5 agosto - Paolo Robotti, politico italiano (n. 1901)
- 6 agosto - Hans Cürlis, regista e produttore cinematografico tedesco (n. 1889)
- 6 agosto - Théophile Speicher, calciatore lussemburghese (n. 1909)
- 6 agosto - Antonio Tedde, vescovo cattolico italiano (n. 1906)
- 7 agosto - Paolo Cavara, regista e sceneggiatore italiano (n. 1926)
- 7 agosto - Bruno Gesche, militare tedesco (n. 1905)
- 7 agosto - Ludu U Hla, giornalista e editore birmano (n. 1910)
- 8 agosto - Emilio Biancheri, vescovo cattolico italiano (n. 1908)
- 8 agosto - Eric Brandon, pilota automobilistico britannico (n. 1920)
- 8 agosto - Ferré Grignard, cantante belga (n. 1939)
- 8 agosto - John Lawrence Sullivan, politico statunitense (n. 1899)
- 8 agosto - Arturo Tanesini, ingegnere, alpinista e saggista italiano (n. 1905)
- 9 agosto - Aleksandr Alekseev, regista russo (n. 1901)
- 10 agosto - Giacomo Bertucci, pittore italiano (n. 1903)
- 10 agosto - Antonio Cunial, vescovo cattolico italiano (n. 1915)
- 10 agosto - Aldo Gentilini, pittore e scultore italiano (n. 1911)
- 10 agosto - William Henry, attore statunitense (n. 1914)
- 10 agosto - John Tiltman, crittografo britannico (n. 1894)
- 11 agosto - Tom Drake, attore statunitense (n. 1918)
- 11 agosto - Bruno Frankewitz, generale tedesco (n. 1897)
- 11 agosto - Paolo Giaccone, medico italiano (n. 1929)
- 11 agosto - Carlos Pereira, calciatore portoghese (n. 1910)
- 12 agosto - Giovanni Chiesa, politico italiano (n. 1927)
- 12 agosto - Oliviero De Fabritiis, direttore d'orchestra italiano (n. 1902)
- 12 agosto - Henry Fonda, attore statunitense (n. 1905)
- 12 agosto - Tomás Romero Pereira, politico e militare paraguaiano (n. 1886)
- 12 agosto - Salvador Sánchez, pugile messicano (n. 1959)
- 13 agosto - André-Jean Festugière, religioso, filologo classico e storico delle religioni francese (n. 1898)
- 13 agosto - Heinrich Meng, hockeista su ghiaccio svizzero (n. 1902)
- 13 agosto - Joe Tex, cantante e rapper statunitense (n. 1935)
- 13 agosto - Charles Walters, regista, ballerino e coreografo statunitense (n. 1911)
- 13 agosto - Hans Wüthrich, calciatore e arbitro di calcio svizzero (n. 1889)
- 14 agosto - Patrick Magee, attore britannico (n. 1922)
- 14 agosto - Leonida Suzzi Valli, docente e politico sammarinese (n. 1912)
- 15 agosto - Giuseppe Cassia, paroliere, compositore e produttore discografico italiano (n. 1920)
- 15 agosto - Maurice Gallay, calciatore francese (n. 1902)
- 15 agosto - Hubert Lanz, generale tedesco (n. 1896)
- 15 agosto - Norman Malloy, hockeista su ghiaccio canadese (n. 1905)
- 15 agosto - Jock Taylor, pilota motociclistico britannico (n. 1954)
- 15 agosto - Axel Hugo Theodor Theorell, biochimico svedese (n. 1903)
- 16 agosto - Charles Ackerly, lottatore statunitense (n. 1888)
- 17 agosto - Ruth First, attivista e sociologa sudafricana (n. 1925)
- 17 agosto - Bruno Nöckler, sciatore alpino italiano (n. 1956)
- 17 agosto - Ilario Pegorari, sciatore alpino e allenatore di sci alpino italiano (n. 1949)
- 17 agosto - Barney Phillips, attore statunitense (n. 1913)
- 17 agosto - Herbert Tobias, fotografo e attore tedesco (n. 1924)
- 17 agosto - Ihor Naumovyč Šamo, compositore ucraino (n. 1925)
- 18 agosto - Beverly Bayne, attrice statunitense (n. 1894)
- 18 agosto - Carlos Botelho, pittore e illustratore portoghese (n. 1899)
- 18 agosto - Mark Stepanovič Tereščenko, regista cinematografico ucraino (n. 1893)
- 19 agosto - John Cookman, hockeista su ghiaccio statunitense (n. 1909)
- 19 agosto - Leonard Covello, pedagogista italiano (n. 1887)
- 19 agosto - Guido Gonella, giornalista e politico italiano (n. 1905)
- 19 agosto - August Neo, lottatore estone (n. 1908)
- 20 agosto - Antonio del Giudice, arcivescovo cattolico italiano (n. 1913)
- 20 agosto - Ulla Jacobsson, attrice svedese (n. 1929)
- 20 agosto - Tapio Järvi, militare e aviatore finlandese (n. 1919)
- 20 agosto - Clyde King, canottiere statunitense (n. 1898)
- 20 agosto - Edward Ludwig, regista russo (n. 1898)
- 20 agosto - Roberto Prearo, politico italiano (n. 1905)
- 21 agosto - Calvin E. Simmons, direttore d'orchestra statunitense (n. 1950)
- 21 agosto - Sobhuza II dello Swaziland, sovrano swazilandese (n. 1899)
- 22 agosto - Luigi Balduzzi, politico italiano (n. 1898)
- 22 agosto - John Boxer, attore inglese (n. 1909)
- 22 agosto - Vittorio Giovine, generale e aviatore italiano (n. 1891)
- 22 agosto - Riccardo Rauchi, sassofonista, cantante e compositore italiano (n. 1920)
- 23 agosto - Ida Carey, pittrice neozelandese (n. 1891)
- 23 agosto - Alberto Cavalcanti, sceneggiatore, regista e produttore cinematografico brasiliano (n. 1897)
- 23 agosto - Stanford Moore, biochimico statunitense (n. 1913)
- 24 agosto - Giorgio Abetti, astronomo e fisico italiano (n. 1882)
- 24 agosto - Félix-Antoine Savard, scrittore canadese (n. 1896)
- 25 agosto - Anna German, cantante polacca (n. 1936)
- 25 agosto - Dante Sala, presbitero italiano (n. 1905)
- 26 agosto - Georges Neveux, poeta e commediografo francese (n. 1900)
- 27 agosto - Anandamayi Ma, mistica indiana (n. 1896)
- 27 agosto - Lucia Apicella, filantropa italiana (n. 1887)
- 28 agosto - Victor Garcia, regista teatrale argentino (n. 1934)
- 28 agosto - Frank Martin, cavaliere svedese (n. 1885)
- 29 agosto - Ingrid Bergman, attrice svedese (n. 1915)
- 29 agosto - Paolo D'Antoni, politico italiano (n. 1895)
- 29 agosto - Nahum Goldmann, politico tedesco (n. 1894)
- 30 agosto - Eugene Loring, danzatore, coreografo e insegnante statunitense (n. 1911)
- 30 agosto - Theodor Reimann, calciatore e allenatore di calcio cecoslovacco (n. 1921)
- 31 agosto - Albert Bergamelli, criminale francese (n. 1939)